# Редер, Александр Христофорович
Александр Христофорович Рёдер (нем. Alexander August von Räder; 30 января (11 февраля) 1809 — 26 ноября (8 декабря) 1872) — российский инженер-железнодорожник и педагог: специалист по начертательной геометрии, профессор, член Учебного комитета ГУПС и ПЗ (1861—1864 и 1867—1872).

## Биография
Родился 30 января (11 февраля) 1809 года.
В 1827 году завершил курс обучения Военно-строительном училище путей сообщения, после чего был прикомандирован к Институту Корпуса инженеров путей сообщения для завершения обучения. В 1830 году закончил обучение в чине поручика и был определён на службу в Депо карт, которое действовало при Комиссии проектов и смет. В 1843 году он был назначен помощником начальника чертёжной, в этой должности он находился до 1851 года.
В 1837 году получил назначение на должность преподавателя начертательной геометрии в Училище гражданских инженеров.
В 1864 году Институт был преобразован, после этого был утверждён на должность ординарного профессора кафедры начертательной геометрии с приложениями.
Действительный член Императорского Вольного Экономического Общества, активно участвовал в его работе, был избран председателем II отделения, был секретарём и членом Совета.
Как преподаватель постоянно совершенствовал процесс обучения, стремился приспособить подачу материала к меняющимся требованиям совершенствовавшегося инженерного искусства. В частности, серьёзно сократил теоретические вопросы в программе курса и вместо этого учащиеся постоянно упражнялись в практическом черчении тех узлов и деталей машин, которые давались им на других предметах института. Первым стал широко употреблять отображение методом изометрических проекций, преимуществами которого являются получение выгоды перспективы, сохранении ясности изображения и преимуществ ортогональной проекции. При этом становились ясны истинные размеры и пропорции предмета, изображаемого в этом виде.
Стал основоположником теории аксонометрических проекций и теории проекций с числовыми отметками, в 1855 году в «Журнале ГУПС и П3» вышла работа «Об изометрической проекции», в 1861 году издана книга с этим названием, в том же году выпущена книга «Теория проекций с числовыми отметками или с дополнительными числами». В 1858 году издана работа «Приложения начертательной геометрии к рисованию. Ч I. Теория теней, блестящие точки, правила тушевания». Расширил многие положения теории ортогональных проекций и других методов изображения. В 1867 году он напечатал труды «Записки оснований начертательной геометрии», в 1871 году — «Лекции начертательной геометрии».
Также в 1852—1862 годах преподавал черчение и начертательную геометрию в Петербургском технологическом институте.
Участвовал в проектировании Аничкова моста в 1840 году, выполнял этот проект совместно с инженером И. Ф. Буттацем.
Был награждён орденами Святой Анны, Святого Владимира и Святого Станислава разных степеней.
Умер в Санкт-Петербурге 26 ноября (8 декабря) 1872 года; похоронен на Смоленском лютеранском кладбище.